# Élections municipales brésiliennes de 2012
Les élections municipales brésiliennes se sont déroulées les 7 et 28 octobre 2012,,. Les dernières élections municipales datent de 2008 (en).
Le candidat du Parti des travailleurs Fernando Haddad remporte la mairie de São Paulo.Le maire sortant de Rio de Janeiro remporte aussi l'élection.

## Résultats dans les grandes villes
| Région       | État                | Capitale       | Candidat élu         | Parti | Parti |
| ------------ | ------------------- | -------------- | -------------------- | ----- | ----- |
| Norte        | Amazonas            | Manaus         | Arthur Virgílio Neto |       | PSDB  |
| Norte        | Rondônia            | Porto Velho    | Mauro Nazif          |       | PSB   |
| Norte        | Roraima             | Boa Vista      | Teresa Surita        |       | PMDB  |
| Norte        | Amapá               | Macapá         | Clécio Luis Vieira   |       | PSOL  |
| Norte        | Pará                | Belém          | Zenaldo Coutinho     |       | PSDB  |
| Norte        | Acre                | Rio Branco     | Marcus Alexandre     |       | PT    |
| Norte        | Tocantins           | Palmas         | Carlos Amastha       |       | PP    |
| Nordeste     | Paraïba             | João Pessoa    | Luciano Cartaxo      |       | PT    |
| Nordeste     | Bahia               | Salvador       | ACM Neto             |       | DEM   |
| Nordeste     | Pernambouc          | Recife         | Geraldo Júlio        |       | PSB   |
| Nordeste     | Ceará               | Fortaleza      | Roberto Cláudio      |       | PSB   |
| Nordeste     | Rio Grande do Norte | Natal          | Carlos Eduardo Alves |       | PDT   |
| Nordeste     | Maranhão            | São Luís       | Edivaldo Holanda Jr. |       | PTC   |
| Nordeste     | Alagoas             | Maceió         | Rui Palmeira         |       | PSDB  |
| Nordeste     | Piauí               | Teresina       | Firmino Filho        |       | PSDB  |
| Nordeste     | Sergipe             | Aracaju        | João Alves           |       | DEM   |
| Centro-oeste | Goiás               | Goiânia        | Paulo Garcia         |       | PT    |
| Centro-oeste | Mato Grosso         | Cuiabá         | Mauro Mendes         |       | PSB   |
| Centro-oeste | Mato Grosso do Sul  | Campo Grande   | Alcides Bernal       |       | PP    |
| Sudeste      | São Paulo           | São Paulo      | Fernando Haddad      |       | PT    |
| Sudeste      | Rio de Janeiro      | Rio de Janeiro | Eduardo Paes         |       | PMDB  |
| Sudeste      | Minas Gerais        | Belo Horizonte | Marcio Lacerda       |       | PSB   |
| Sudeste      | Espírito Santo      | Vitória        | Luciano Rezende      |       | PPS   |
| Sul          | Paraná              | Curitiba       | Gustavo Fruet        |       | PDT   |
| Sul          | Santa Catarina      | Florianópolis  | Cesar Souza Jr.      |       | PSD   |
| Sul          | Rio Grande do Sul   | Porto Alegre   | José Fortunati       |       | PDT   |

## Résultats par ville

### São Paulo
| Candidats                | Candidats                | Partis                   | Collistiers              | Partis                   | Premier tour | Premier tour | Second tour | Second tour |
| Candidats                | Candidats                | Partis                   | Collistiers              | Partis                   | Votes        | %            | Votes       | %           |
| ------------------------ | ------------------------ | ------------------------ | ------------------------ | ------------------------ | ------------ | ------------ | ----------- | ----------- |
|                          | José Serra               | PSDB                     | Alexandre Schneider      | PSD                      | 1 884 849    | 30,75        | 2 708 768   | 44,43       |
|                          | Fernando Haddad          | PT                       | Nadia Campeão            | PCdoB                    | 1 776 317    | 28,98        | 3 387 720   | 55,57       |
|                          | Celso Russomano          | PRB                      | Luiz Flavio D'Urso       | PTB                      | 1 324 021    | 21,60        |             |             |
|                          | Gabriel Chalita          | PMDB                     | Marianne Pinotti         | PMDB                     | 833 255      | 13,60        |             |             |
|                          | Soninha Francine         | PPS                      | Lucas Albano             | PMN                      | 162 384      | 2,65         |             |             |
|                          | Carlos Giannazi          | PSOL                     | Edmilson Costa           | PCB                      | 62 431       | 1,02         |             |             |
|                          | Paulinho da Força        | PDT                      | Joaquim Grava            | PDT                      | 38 750       | 0,63         |             |             |
|                          | Levy Fidelix             | PRTB                     | Luiz Duarte              | PRTB                     | 19 800       | 0,32         |             |             |
|                          | Ana Luiza                | PSTU                     | Wilson Ribeiro           | PSTU                     | 12 823       | 0,21         |             |             |
|                          | Miguel Manso             | PPL                      | Marielza Milani          | PPL                      | 7 272        | 0,12         |             |             |
|                          | José Maria Eymael        | PSDC                     | Professor Lindeberg      | PSDC                     | 5 382        | 0,09         |             |             |
|                          | Anaí Caproni             | PCO                      | Rafael Dantas            | PCO                      | 1 373        | 0,02         |             |             |
|                          |                          |                          |                          |                          |              |              |             |             |
| Votes valides            | Votes valides            | Votes valides            | Votes valides            | Votes valides            | 6 128 657    | 87,22        | 6 096 488   | 88,40       |
| Votes blancs             | Votes blancs             | Votes blancs             | Votes blancs             | Votes blancs             | 381 407      | 5,43         | 299 224     | 4,34        |
| Votes nuls               | Votes nuls               | Votes nuls               | Votes nuls               | Votes nuls               | 516 384      | 7,35         | 500 578     | 7,26        |
| Total                    | Total                    | Total                    | Total                    | Total                    | 7 026 448    | 100          | 6 896 290   | 100         |
| Abstention               | Abstention               | Abstention               | Abstention               | Abstention               | 1 592 722    | 18,48        | 1 722 880   | 19,99       |
| Inscrits / participation | Inscrits / participation | Inscrits / participation | Inscrits / participation | Inscrits / participation | 8 619 170    | 81,52        | 8 619 170   | 80,01       |